# Institut Gustave Roussy
O Instituto Gustave Roussy é um dos centros líderes à escala internacional na investigação em oncologia e um dos principais centros clínicos oncológicos europeus. Presta cuidados de saúde, participa no ensino e desenvolve projetos de investigação em vários tipos de tumores.
Está localizado em Villejuif, Sul de Paris, França. O seu nome foi atribuído após Gustave Roussy, um neuropatologista Suíço-Francês.

## Funcionários notáveis
- Gustave Roussy, primeiro diretor (1921-1947)
- Tabaré Vázquez
- Maurice Tubiana, quinto diretor (1982-1988) e membro da Academia francesa de Ciências
- Georges Mathé, oncologista e imunologista que em 1959 realizou com sucesso o primeiro transplante de medula óssea não realizados em gémeos idênticos.[1]